# Paramelia pallida
Paramelia pallida är en insektsart som beskrevs av Evans 1954. Paramelia pallida ingår i släktet Paramelia och familjen dvärgstritar. Inga underarter finns listade i Catalogue of Life.